# Mike Love
Michael Edward "Mike" Love ( Los Angeles, Califórnia, 15 de março de 1941) é um cantor, compositor e ativista estadunidense, que foi um dos fundadores do The Beach Boys. Caracterizado pelo seu canto nasal e por vezes barítono, foi um dos vocalistas e letristas da banda durante a maior parte de sua carreira, contribuindo para cada um de seus álbuns de estúdio. Ele é frequentemente considerado como uma figura maligna na história da banda, uma reputação que ele reconhece: "Para aqueles que acreditam que Brian Wilson anda sobre a água, eu sempre serei o Anticristo". É tio do jogador de basquete da NBA Kevin Love.

## Obra
Juntamente com seus primos, Brian, Carl e Dennis Wilson, e com o amigo de escola, Al Jardine, Mike Love fez parte da formação da banda The Beach Boys em 1961, onde atuou como vocalista principal de muitos sucessos, como "Surfin' Safari", "Surfin' USA", "Little Deuce Coupe", "Be True to Your School", "Fun, Fun, Fun", "Little Saint Nick", "I Get Around", "When I Grow Up (To Be a Man)" e "California Girls".

## Discografia

### The Beach Boys
- Surfin' Safari (1962)
- Surfin' USA (1963)
- Surfer Girl (1963)
- Little Deuce Coupe (1963)
- Shut Down Volume 2 (1964)
- All Summer Long (1964)
- The Beach Boys' Christmas Album (1964)
- The Beach Boys Today! (1965)
- Summer Days (And Summer Nights!!) (1965)
- Beach Boys' Party! (1965)
- Pet Sounds (1966)
- Smiley Smile (1967)
- Wild Honey (1967)
- Friends (1968)
- 20/20 (1969)
- Sunflower (1970)
- Surf's Up (1971)
- L.A. (Light Album) (1979)
- Keepin' the Summer Alive (1980)
- The Beach Boys (1985)
- Still Cruisin' (1989)
- Summer in Paradise (1992)
- Stars and Stripes Vol. 1 (1996)
- That's Why God Made the Radio (2012)

### Celebration
- Almost Summer (1978)
- Celebration (1979)
- Disco Celebration (1979)

### Carreira solo
- Looking Back with Love (1981)
- Unleash the Love (2017)
- Reason for the Season (2018)

### Outros álbuns
- Catch a Wave (1996)
- Salute NASCAR - parceria com Bruce Johnston e David Marks - (1998)
- Summertime Cruisin - parceria com Bruce   Johnston - (2001)